# 小室村 (静岡県)
小室村（こむろむら）は静岡県の東部、賀茂郡・田方郡に属していた村である。現在の伊東市中南部にあたる。

## 地理
- 湖沼：一碧湖
- 山：小室山

## 歴史
- 1889年（明治22年）4月1日 - 町村制の施行により、川奈村、吉田村、荻村、十足村が合併して賀茂郡小室村が発足。
- 1896年（明治29年）4月1日 - 郡制の施行のため、賀茂郡の一部、田方郡および君沢郡の区域をもって改めて田方郡を設置、所属郡が田方郡に変更。
- 1947年（昭和22年）8月10日 - 伊東町と合併して伊東市が発足し、小室村廃止[1]。

## 交通

### 鉄道路線
現在は伊豆急行線川奈駅が所在するが、当時は未開業。